# Augochlora euryale
Augochlora euryale är en biart som först beskrevs av Carlos Schrottky 1906.  Augochlora euryale ingår i släktet Augochlora och familjen vägbin. Inga underarter finns listade.